# Willi Kissmer
Willi Kissmer (* 21. Dezember 1951 in Duisburg; † 27. Juli 2018 ebenda) war ein deutscher Rockmusiker, Grafiker und Maler.

## Leben
Willi Kissmer war während seines Studiums in freier Grafik in Essen gleichzeitig als Rockmusiker tätig und gründete als Gitarrist zusammen mit Peter Bursch und anderen die Duisburger Band Bröselmaschine. Nach seinem Studium führten ihn verschiedene Studienreisen unter anderem nach Ägypten, Griechenland, Italien, in die Sowjetunion, nach Südamerika und in die Türkei.
1980 beendete er zunächst seine Karriere als Rockmusiker und wandte sich der Malerei zu. Seine Gemälde, Radierungen und Kunstdrucke wurden international ausgestellt. In den 1990er Jahren lebte Kissmer gemeinsam mit dem Gitarristen Heinz Robert Martin im Homberger Trajektturm.
Von 2005 bis 2008 spielte er wieder bei Bröselmaschine.

## Ausstellungen

### 1998
- Art et Cetera in Straelen
- Galerie Fritz Geyerin Plauen
- Galerie Schönhof in Jade
- Galerie am Ritterhof in Salzgitter
- Galerie Aspectus in Neustadt an der Weinstraße

### 1999
- Galerie Herrmann in Neumarkt in der Oberpfalz
- Parkview Fine Paintings in Bristol
- Galerie Aurika in Frankfurt am Main
- John Bloxham Gallery in London
- Galerie No. 3 in Essen
- Galerie Conrad in Bonn

### 2000
- Galerie Rita Osper in Köln
- Galerie Odermatt & Spatz in Schifferstadt
- Turmgalerie Schröder in Bonn
- Art et Cetera in Straelen
- Kleine Weltlaterne in Berlin
- John Bloxham Gallery in London

### 2001
- Galeria Hella Maria Höfer auf Mallorca
- Galerie Schönhof in Jade
- The Framing Centre in Plymouth

### 2002
- Galerie in der Marktstraße in Erfurt
- Galerie F. X. Müller in Würzburg
- Galerie Klose in Essen
- The Menier Gallery in London

### 2003
- Galerie am Dom in Wetzlar
- The Menier Gallery in London
- Galerie Vetter in Düren
- The Framing Centre in Plymouth
- Galerie Klose in Essen

### 2004
- Galerie Cameo in Heilbronn
- Galerie Pesch in Duisburg
- John Bloxham in London
- Galerie 1+ in Schaephuisen

### 2005
- The Hart Gallery in Palm Desert

### 2009
- Galerie Honingen in Gouda